# 장신대역
장신대(화정·강일병원)역(Jangshindae(Hwajeong)Station, 長神大(花亭·江一病院)驛)은 경상남도 김해시 삼계동에 위치한 부산-김해경전철의 역이다. 개통 초기 김해시청이 화정역.장신대입구로 역명을 변경하려 했으나 무산됐다.
이 역에서 부산장신대학교는 약 900m 떨어져 있으며, 직접적으로 연계되는 시내버스 노선은 없다.

## 역 구조
2면 2선의 상대식 승강장을 가진 지상역이며, 스크린도어가 설치되어 있다. 

### 승강장
| 연지공원↑ |
| \| 상     |
| ↓가야대   |

| 상행 | ● 부산-김해 경전철 | 사상 방면   |
| 하행 | ● 부산-김해 경전철 | 가야대 방면 |

- 대합실을 통해 반대편 승강장으로 이동이 가능하다.

## 역 주변
- 부산장신대학교
- 조은금강병원
- 화정마을
- 참나리공원
- 화정병원
- 김해운동장 (실업축구 K3 리그 김해시청 홈구장)
- 김해운동장 실내체육관

## 인접한 역
| 부산-김해경전철       | 부산-김해경전철    | 부산-김해경전철 |
| --------------------- | ------------------ | --------------- |
| 19 연지공원 사상 방면 | ● 부산-김해 경전철 | 21 가야대 방면  |